# 남원 김씨
남원 김씨(南原 金氏)는 전북특별자치도 남원시를 본관으로 하는 한국의 성씨이다.
시조 시조 김사지는 신라 경순왕의 후손으로 전해져 있다.

## 참고 자료
- “남원김씨(南原金氏)”. 뿌리를 찾아서.[깨진 링크(과거 내용 찾기)]